# 50-я истребительная авиационная дивизия ПВО (1950)
 50-я истребительная авиационная дивизия ПВО (50-я иад ПВО) — воинское соединение вооружённых СССР в составе войск ПВО, принимавшее участие в войне в Корее.

## История наименований

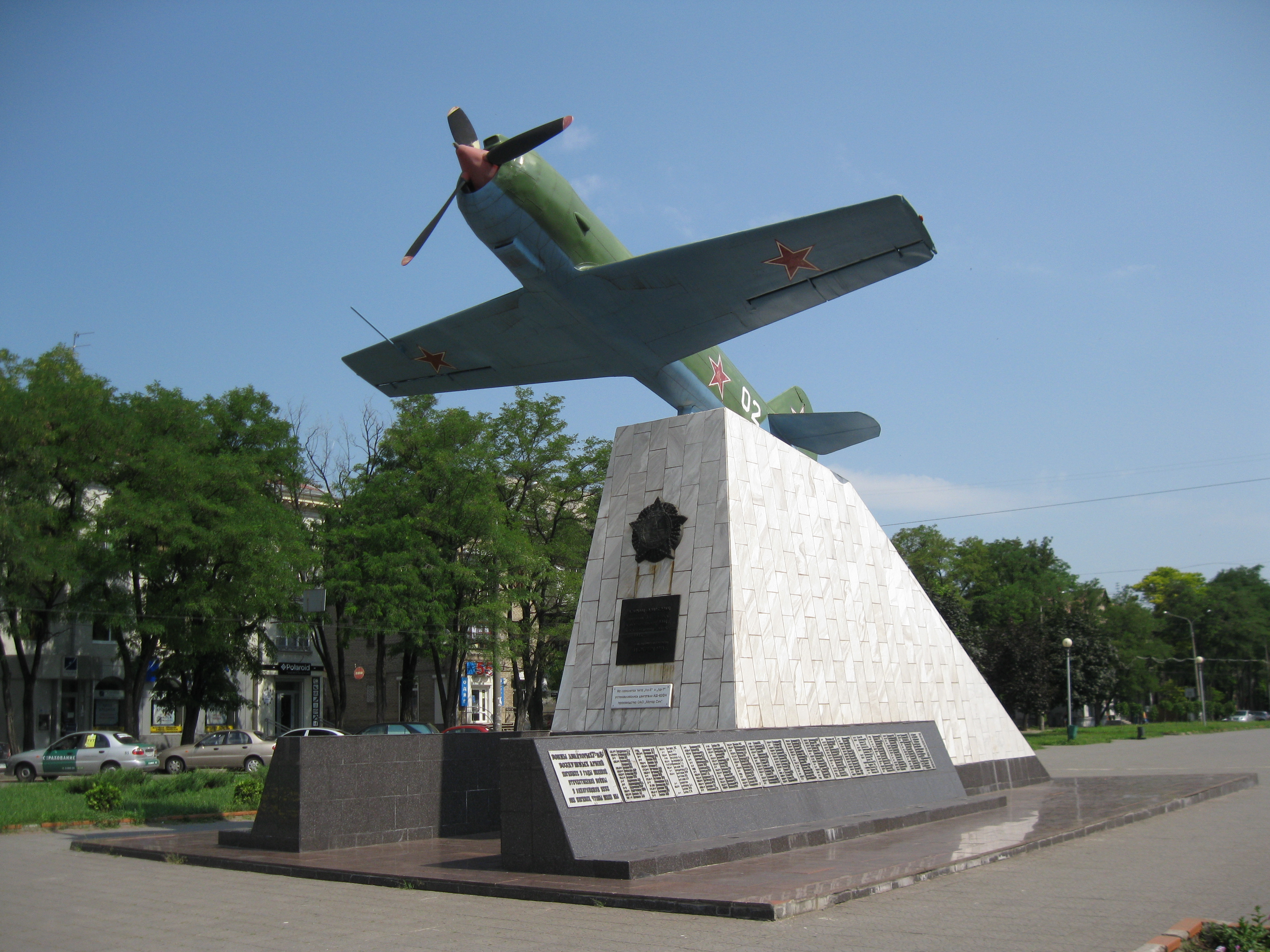
Памятник Ла-11 в Запорожье

За весь период своего существования дивизия наименования не меняла:
- 50-я истребительная авиационная дивизия ПВО;
- 50-я истребительная авиационная дивизия.

## Формирование
50-я истребительная авиационная дивизия ПВО сформирована 8 октября 1950 года переформированием 106-й истребительной авиационной дивизии ПВО при нахождении в Шанхайской группе ПВО. Вошла в состав 64-го истребительного авиационного корпуса.

## Расформирование
50-я истребительная авиационная дивизия ПВО в соответствии с директивой Главного штаба войск ПВО страны была расформирована в составе Особой Ленинградской армии ПВО на аэродроме Левашово Ленинградской области 10 февраля 1958 года.

## В составе объединений
| Дата          | Округ (район) ПВО                      | Армия ПВО                                    |
| ------------- | -------------------------------------- | -------------------------------------------- |
| 08.10.1950 г. | Шанхайская группа войск ПВО            | 106-я истребительная авиационная дивизия ПВО |
| 08.10.1950 г. | 64-й истребительный авиационный корпус |                                              |
| 03.03.1951 г. | Ленинградский район ПВО                | 25-я воздушная истребительная армия ПВО      |
| 01.06.1954 г. | ПВО страны                             | Особая Ленинградская армия ПВО               |
| 10.02.1958 г. | ПВО страны                             | Особая Ленинградская армия ПВО               |

## Части и отдельные подразделения дивизии
Состав дивизии изменения не претерпевал, в её состав входили полки:
| Период                        | Части                                                           | Примечание                                                                                 |
| ----------------------------- | --------------------------------------------------------------- | ------------------------------------------------------------------------------------------ |
| 08.10.1950 г. — 10.02.1958 г. | 29-й гвардейский истребительный авиационный Волховский полк ПВО | Дачанг (Дананг), Мукден, Аньшан, Аньдунь, Левашово, МиГ-15, МиГ-17, передан в 44-ю иад ПВО |
| 08.10.1950 г. — 20.03.1951 г. | 351-й истребительный авиационный полк ПВО                       | Дальян, Аньшан, Горелово, Ла-11, передан в 44-ю иад ПВО                                    |
| 08.10.1950 г. — 01.11.1950 г. | 821-й смешанный авиационный полк                                | Сюйчжоу, Ту-2, Ил-10                                                                       |
| 20.03.1951 г. — 1955 г.       | 177-й истребительный авиационный полк ПВО                       | Левашово, МиГ-15, передан в 20-ю иад ПВО                                                   |
| 1955 г. — 10.02.1958 г.       | 183-й истребительный авиационный полк ПВО                       | Левашово, МиГ-17                                                                           |

| МиГ-17 | МиГ-15 | МиГ-17 |

## Боевой состав во время войны в Корее
| Период                        | Части                                                           | Примечание                                       |
| ----------------------------- | --------------------------------------------------------------- | ------------------------------------------------ |
| 08.10.1950 г. — 03.03.1951 г. | 29-й гвардейский истребительный авиационный Волховский полк ПВО | Дачанг (Дананг), Мукден, Аньшан, Аньдунь, МиГ-15 |
| 08.10.1950 г. — 03.03.1951 г. | 351-й истребительный авиационный полк ПВО                       | Дальян, Аньшан, Ла-11                            |
| 08.10.1950 г. — 01.11.1950 г. | 821-й смешанный авиационный полк                                | Сюйчжоу, Ту-2, Ил-10                             |
| 08.10.1950 г. — 03.03.1951 г. | 7-й истребительный авиационный полк ВВС НОАК                    | в оперативном подчинении                         |

## Отличившиеся воины дивизии
- Науменко Степан Иванович, майор, заместитель командира эскадрильи по лётной части 29-го гвардейского истребительного авиационного Волховского полка 50-й истребительной авиационной дивизии 64-го истребительного авиационного корпуса, за мужество и отвагу, проявленные при выполнении воинского долга Указом Президиума Верховного Совета СССР от 12 мая 1951 года присвоено звание Героя Советского Союза со вручением ордена Ленина и медали «Золотая Звезда» (6634)
- Карелин Анатолий Михайлович, майор, заместитель командира по лётной подготовке — лётчик-инспектор по технике пилотирования 351-го истребительного авиационного полка 50-й истребительной авиационной дивизии ПВО 64-го истребительного авиационного корпуса за мужество и отвагу, проявленные при выполнении воинского долга Указом Президиума Верховного Совета СССР от 14 июля 1953 года присвоено звание Героя Советского Союза со вручением ордена Ленина и медали «Золотая Звезда» (10832). Лучший ночной ас-истребитель, сбил 6 B-29.

## Статистика боевых действий за время войны в Корее
За Войну в Корее дивизией
| Выполнено боевых вылетов, всего | Проведено воздушных боёв, всего | Сбито самолётов ООН | из них бомбардировщиков | из них истребителей-бомбардировщиков | из них разведчиков |
| ------------------------------- | ------------------------------- | ------------------- | ----------------------- | ------------------------------------ | ------------------ |
| 1920                            | 68                              | 52                  | 20                      | 31                                   | 1                  |

Свои потери:
| Потеряно самолётов, всего | Погибло лётчиков всего |
| ------------------------- | ---------------------- |
| 9                         | 5                      |

## Базирование
| Период               | Место базирования               |
| -------------------- | ------------------------------- |
| 08.10.1950 — 11.1950 | Дачанг (Дананг), Китай          |
| 11.1950 — 03.1951    | Мукден, Китай                   |
| 03.1951 — 03.1958    | Левашово, Ленинградская область |